# Canoagem nos Jogos Olímpicos de Verão de 2016
As competições de canoagem nos Jogos Olímpicos de Verão de 2016 foram realizadas no Estádio de Canoagem Slalom para as provas de slalom, e na Lagoa Rodrigo de Freitas para as provas de velocidade, entre 7 e 20 de agosto. Dezesseis eventos distribuíram medalhas, sendo onze provas para homens e cinco para mulheres. Trezentos e trinta e quatro atletas de 53 nações competiram.

## Qualificatórias
Semelhante ao formato para 2012, um único sistema de qualificação foi configurado para ambas as modalidades de canoagem nos jogos. Em agosto de 2014, as cotas para cada evento foram definidas pela Federação Internacional de Canoagem (ICF).

## Formato das disputas
Slalom

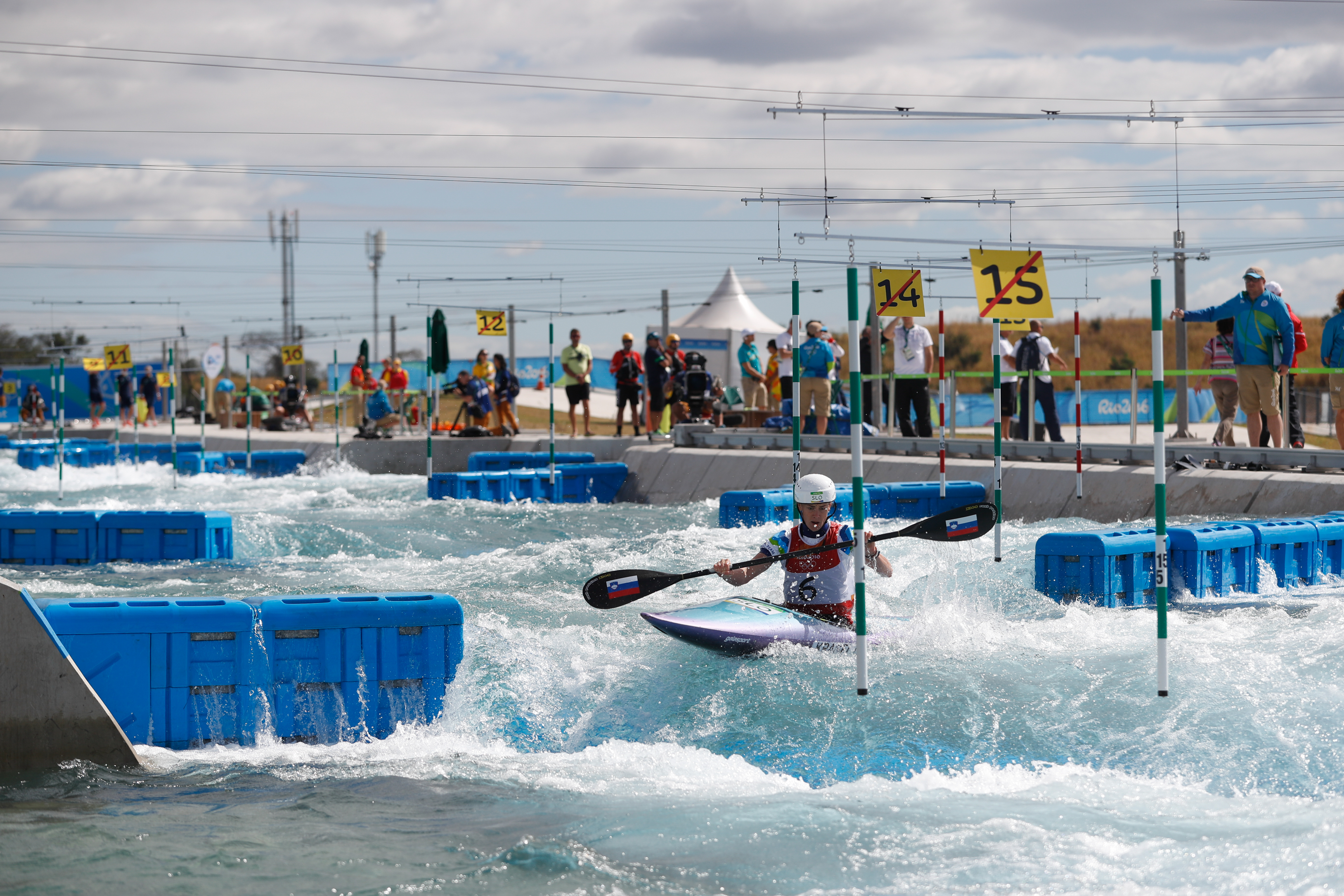
Prova do slalom no Estádio de Canoagem Slalom.

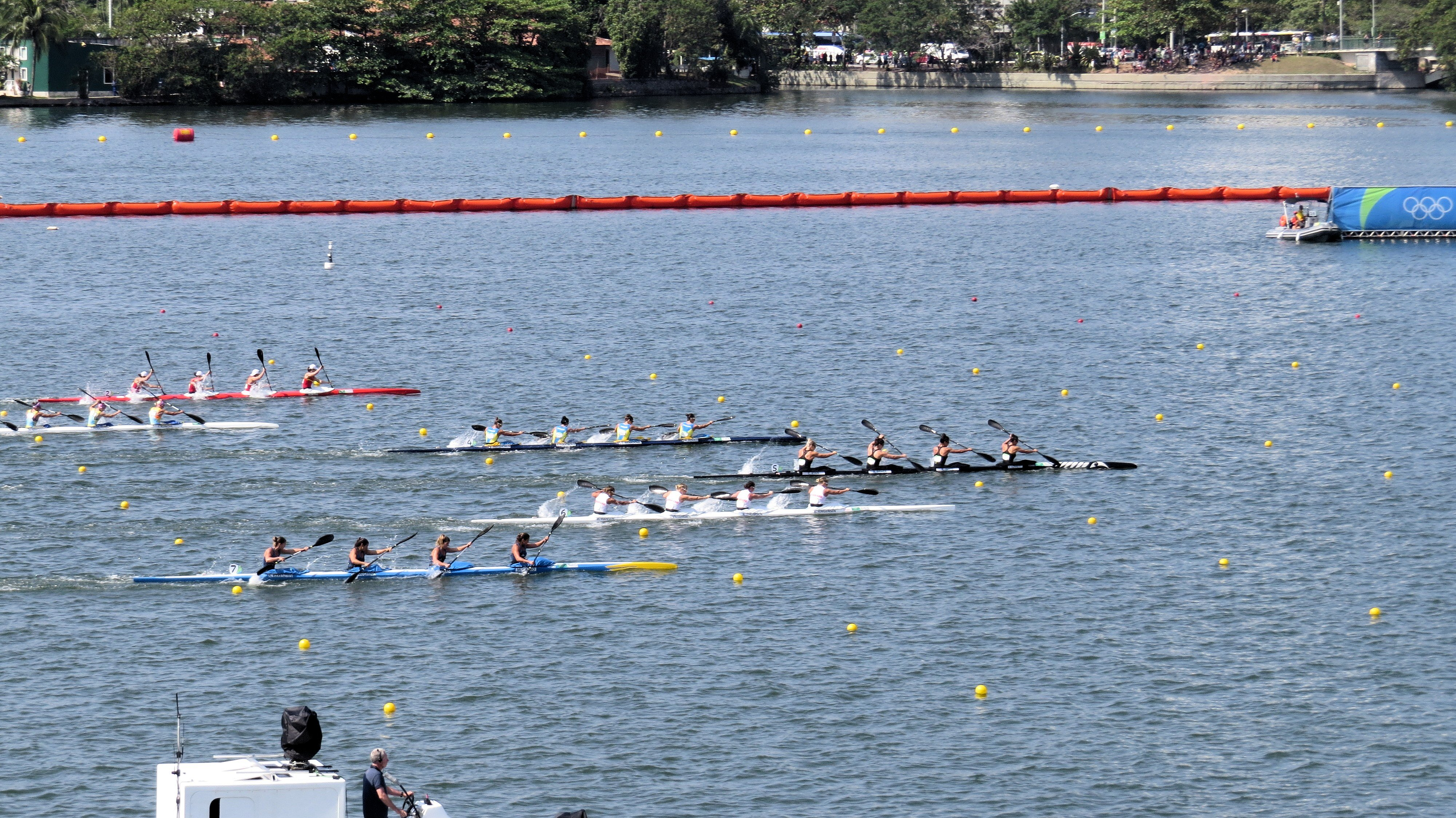
Prova de velocidade na Lagoa Rodrigo de Freitas.

Na fase preliminar de cada evento, cada barco executa individualmente o curso em duas baterias, com cada barco iniciando na ordem inversa de suas posições no ranking mundial da ICF. O melhor resultado obtido das duas baterias determina os 12 barcos que se qualificam para a semifinal.
Semifinais e finais de cada evento são compostos de apenas uma bateria. A ordem de entrada dos barcos nas semifinais é a ordem inversa da classificação nas eliminatórias e nas finais a ordem inversa da classificação nas semifinais. As finais são disputadas pelos oito melhores nas semifinais.
Velocidade
As disputas são realizadas em raias em linha reta, marcadas por boias.
Todos as disputas nesta modalidade seguem o mesmo formato de baterias preliminares e de semifinais para definir os barcos que disputarão as finais e as respectivas medalhas, além de uma disputa para definir da 9ª a 16ª colocações, denominada "Final B". As regras de classificação para as finais se diferenciam conforme a quantidade de barcos inscritos na prova e por uma regra específica para os barcos para quatro tripulantes.
- Eventos com 9 a 16 barcos

São disputadas duas baterias preliminares, com até oito barcos cada, em que o vencedor avança diretamente para a bateria final. Os demais barcos disputam duas baterias de repescagem, denominadas semifinais, das quais se classificam para a bateria final os três barcos mais rápidos de cada semifinal. Os oito barcos classificados disputam a Final A e definem os medalhistas, enquanto que os desclassificados disputam a Final B.
- Eventos com 17 a 24 barcos

São disputadas três baterias preliminares, com até oito barcos cada, das quais dezesseis barcos, os cinco barcos mais rápidos de cada bateria e o sexto colocado com melhor tempo, se classificam para as semifinais. Os demais estão automaticamente eliminados da competição. A partir daí, são disputadas duas baterias semifinais, em que se classificam para a bateria final os quatro mais rápidos de cada bateria. Os oito barcos classificados disputam a Final A e definem os medalhistas, enquanto que os desclassificados disputam a Final B.
- Eventos K4

São disputadas duas baterias preliminares, com até cinco barcos cada, em que o vencedor avança diretamente para a bateria final. Os demais barcos disputam duas baterias de repescagem, denominadas semifinais, das quais se classificam para a bateria final os três barcos mais rápidos de cada semifinal. Os oito barcos classificados disputam a Final A e definem os medalhistas, enquanto que os desclassificados estão eliminados.

## Calendário
Slalom
|              | Domingo 7 ago | Segunda 8 ago | Terça 9 ago | Terça 9 ago | Quarta 10 ago | Quarta 10 ago | Quinta 11 ago | Quinta 11 ago |
| ------------ | ------------- | ------------- | ----------- | ----------- | ------------- | ------------- | ------------- | ------------- |
| C1 Masculino | Preliminares  |               | Semi        | Final       |               |               |               |               |
| C2 Masculino |               | Preliminares  |             |             |               |               | Semi          | Final         |
| K1 Masculino | Preliminares  |               |             |             | Semi          | Final         |               |               |
| K1 Feminino  |               | Preliminares  |             |             |               |               | Semi          | Final         |

Velocidade
|           | Segunda 15 ago | Segunda 15 ago | Terça 16 ago | Quarta 17 ago | Quarta 17 ago | Quarta 17 ago | Quinta 18 ago | Sexta 19 ago | Sexta 19 ago | Domingo 20 ago |
| Masculino | Masculino      | Masculino      | Masculino    | Masculino     | Masculino     | Masculino     | Masculino     | Masculino    | Masculino    | Masculino      |
| --------- | -------------- | -------------- | ------------ | ------------- | ------------- | ------------- | ------------- | ------------ | ------------ | -------------- |
| C1 1000m  | Prel.          | Semi           | Final        |               |               |               |               |              |              |                |
| K1 1000m  | Prel.          | Semi           | Final        |               |               |               |               |              |              |                |
| K2 1000m  |                |                |              |               | Prel.         | Semi          | Final         |              |              |                |
| C1 200m   |                |                |              |               | Prel.         | Semi          | Final         |              |              |                |
| K2 200m   |                |                |              |               | Prel.         | Semi          | Final         |              |              |                |
| K1 200m   |                |                |              |               |               |               |               | Prel.        | Semi         | Final          |
| C2 1000m  |                |                |              |               |               |               |               | Prel.        | Semi         | Final          |
| C2 1000m  |                |                |              |               |               |               |               | Prel.        | Semi         | Final          |
| Feminino  |                |                |              |               |               |               |               |              |              |                |
| K2 500m   | Prel.          | Semi           | Final        |               |               |               |               |              |              |                |
| K1 200m   | Prel.          | Semi           | Final        |               |               |               |               |              |              |                |
| K1 500m   |                |                |              |               | Prel.         | Semi          | Final         |              |              |                |
| K4 500m   |                |                |              |               |               |               |               | Prel.        | Semi         | Final          |

## Medalhistas

### Velocidade
Masculino
| Evento                          | Ouro                                                             | Prata                                                        | Bronze                                                                |
| ------------------------------- | ---------------------------------------------------------------- | ------------------------------------------------------------ | --------------------------------------------------------------------- |
| C-1 200 metros detalhes         | Yuriy Cheban UKR Ucrânia                                         | Valentin Demyanenko AZE Azerbaijão                           | Isaquias Queiroz BRA Brasil                                           |
| C-1 1000 metros (nota) detalhes | Sebastian Brendel GER Alemanha                                   | Isaquias Queiroz BRA Brasil                                  | Ilia Shtokalov RUS Rússia                                             |
| C-2 1000 metros detalhes        | Sebastian Brendel Jan Vandrey GER Alemanha                       | Erlon Silva Isaquias Queiroz BRA Brasil                      | Dmytro Ianchuk Taras Mishchuk UKR Ucrânia                             |
| K-1 200 metros detalhes         | Liam Heath GBR Grã-Bretanha                                      | Maxime Beaumont FRA França                                   | Saúl Craviotto ESP Espanha Ronald Rauhe GER Alemanha                  |
| K-1 1000 metros detalhes        | Marcus Cooper Walz ESP Espanha                                   | Josef Dostál CZE República Checa                             | Roman Anoshkin RUS Rússia                                             |
| K-2 200 metros detalhes         | Saúl Craviotto Cristian Toro ESP Espanha                         | Liam Heath Jon Schofield GBR Grã-Bretanha                    | Aurimas Lankas Edvinas Ramanauskas LTU Lituânia                       |
| K-2 1000 metros detalhes        | Max Rendschmidt Marcus Gross GER Alemanha                        | Marko Tomićević Milenko Zorić SRB Sérvia                     | Ken Wallace Lachlan Tame AUS Austrália                                |
| K-4 1000 metros detalhes        | Max Rendschmidt Tom Liebscher Max Hoff Marcus Gross GER Alemanha | Denis Myšák Erik Vlček Juraj Tarr Tibor Linka SVK Eslováquia | Daniel Havel Lukáš Trefil Josef Dostál Jan Štěrba CZE República Checa |

Feminino
| Evento                  | Ouro                                                                     | Prata                                                                       | Bronze                                                                                  |
| ----------------------- | ------------------------------------------------------------------------ | --------------------------------------------------------------------------- | --------------------------------------------------------------------------------------- |
| K-1 200 metros detalhes | Lisa Carrington NZL Nova Zelândia                                        | Marta Walczykiewicz POL Polônia                                             | Inna Osypenko-Radomska AZE Azerbaijão                                                   |
| K-1 500 metros detalhes | Danuta Kozák HUN Hungria                                                 | Emma Jørgensen DEN Dinamarca                                                | Lisa Carrington NZL Nova Zelândia                                                       |
| K-2 500 metros detalhes | Danuta Kozák Gabriella Szabó HUN Hungria                                 | Franziska Weber Tina Dietze GER Alemanha                                    | Karolina Naja Beata Mikołajczyk POL Polônia                                             |
| K-4 500 metros detalhes | Gabriella Szabó Danuta Kozák Tamara Csipes Krisztina Fazekas HUN Hungria | Sabrina Hering Franziska Weber Steffi Kriegerstein Tina Dietze GER Alemanha | Marharyta Makhneva Nadzeya Liapeshka Volha Khudzenka Maryna Litvinchuk BLR Bielorrússia |

### Slalom
Masculino
| Evento       | Ouro                                          | Prata                                            | Bronze                                    |
| ------------ | --------------------------------------------- | ------------------------------------------------ | ----------------------------------------- |
| C-1 detalhes | Denis Gargaud Chanut FRA França               | Matej Beňuš SVK Eslováquia                       | Takuya Haneda JPN Japão                   |
| C-2 detalhes | Ladislav Škantár Peter Škantár SVK Eslováquia | David Florence Richard Hounslow GBR Grã-Bretanha | Gauthier Klauss Matthieu Péché FRA França |
| K-1 detalhes | Joseph Clarke GBR Grã-Bretanha                | Peter Kauzer SLO Eslovênia                       | Jiří Prskavec CZE República Checa         |

Feminino
| Evento       | Ouro                          | Prata                         | Bronze                    |
| ------------ | ----------------------------- | ----------------------------- | ------------------------- |
| K-1 detalhes | Maialen Chourraut ESP Espanha | Luuka Jones NZL Nova Zelândia | Jessica Fox AUS Austrália |

## Doping
Originalmente o moldávio Serghei Tarnovschi conquistou a medalha de bronze no C-1 1000 m masculino da canoagem de velocidade, mas foi desclassificado pelo Tribunal Arbitral do Esporte em julho de 2017 por violações de doping. A medalha foi realocada ao russo Ilia Shtokalov.

## Quadro de medalhas
| Ordem | País                | Medalha de ouro | Medalha de prata | Medalha de bronze |    | Ordem por total |
| ----- | ------------------- | --------------- | ---------------- | ----------------- | -- | --------------- |
| 1     | GER Alemanha        | 4               | 2                | 1                 | 7  | 1               |
| 2     | ESP Espanha         | 3               |                  | 1                 | 4  | 2               |
| 3     | HUN Hungria         | 3               |                  |                   | 3  | 4               |
| 4     | GBR Grã-Bretanha    | 2               | 2                |                   | 4  | 2               |
| 5     | SVK Eslováquia      | 1               | 2                |                   | 3  | 4               |
| 6     | FRA França          | 1               | 1                | 1                 | 3  | 4               |
|       | NZL Nova Zelândia   | 1               | 1                | 1                 | 3  | 4               |
| 8     | UKR Ucrânia         | 1               |                  | 1                 | 2  | 10              |
| 9     | BRA Brasil          |                 | 2                | 1                 | 3  | 4               |
| 10    | CZE República Checa |                 | 1                | 2                 | 3  | 4               |
| 11    | AZE Azerbaijão      |                 | 1                | 1                 | 2  | 10              |
|       | POL Polônia         |                 | 1                | 1                 | 2  | 10              |
| 13    | DEN Dinamarca       |                 | 1                |                   | 1  | 15              |
|       | SLO Eslovênia       |                 | 1                |                   | 1  | 15              |
|       | SRB Sérvia          |                 | 1                |                   | 1  | 15              |
| 16    | AUS Austrália       |                 |                  | 2                 | 2  | 10              |
|       | RUS Rússia          |                 |                  | 2                 | 2  | 10              |
| 18    | BLR Bielorrússia    |                 |                  | 1                 | 1  | 15              |
|       | JPN Japão           |                 |                  | 1                 | 1  | 15              |
|       | LTU Lituânia        |                 |                  | 1                 | 1  | 15              |
| TOTAL | TOTAL               | 16              | 16               | 17                | 49 | —               |